# Röhm RG 69 N
Der  Röhm RG 69 N ist ein Schreckschussrevolver im Kaliber 9 mm R Knall, welcher von der Röhm GmbH, jetzt Umarex, hergestellt und vertrieben wurde. Mittlerweile (Stand 2016) wird dieser Revolver nicht mehr gefertigt.
Mit dem Revolver lassen sich Reizstoff- (CS oder Pfeffer) und Knallpatronen, sowie mit dem beigefügten Zusatzlauf auch pyrotechnische Munition verschießen.
Der Revolver lehnt sich im Design an Smith & Wesson-Modelle an (K-Frame) – der RG69 ist aber die Schreckschuss-version des scharfen RG 39 der ab den 1960ern in .32 S&W long sowie in .38 special vor allem bei Röhm USA hergestellt und angeboten wurde.
Der RG 69 (PTB 275) wurde mindestens seit Anfang der 1980er in Deutschland verkauft.
Es gibt den 69 N in verschiedenen Varianten: brüniert, vernickelt, mit Holz- oder Kunststoffgriffschalen. Er besteht aus Zinkdruckguss (Rahmen, Schlaghahn und Abzugszüngel) und Stahl (Trommel, Stoßboden und Schlossteile).
Er ist – wie alle Signal-, Reizstoff- und Schreckschusswaffen mit PTB-Prüfzeichen (PTB 458) – für Personen ab 18 Jahren frei erhältlich. Zum Führen außerhalb des eigenen Grundstückes ist ein kleiner Waffenschein erforderlich.
Der Revolver hat eine Fallsicherung (Transfer-Bar), welche die Verbindung Schlaghahn-Schlagbolzen erst bei Betätigung des Abzuges freigibt. Somit ist ein sicheres Führen auch mit geladener Trommel möglich. Die Waffe hat einen Spannabzug, kann aber auch mit vorgespanntem Hahn abgefeuert werden (SA/DA Abzug).
Weitgehend baugleich bis auf Materialunterschiede ist der Röhm RG 89, sowie die in der Türkei hergestellten Kopien GSG/Ekol Viper und der Zoraki R1 die es in verschiedensten Ausführungen und Kalibern je nach Markt gibt.  

## Unterschiede zum scharfen Revolver
Die Röhm RG 69N unterscheidet sich in folgenden Punkten von scharfen Revolvern:
- Trommelbohrungen unterkalibrig 6 mm.
- Trommelbohrungen versetzt zum Lauf
- Hauptbestandteil von Schreckschusswaffen ist Zinkguss, die meisten scharfen Waffen sind aus Stahl
- Laufsperre, Sollbruchstelle und fest verstifteter Lauf, um illegale Umbauten zu verhindern.